# La Godefroy
La Godefroy är en kommun i departementet Manche i regionen Normandie i norra Frankrike. Kommunen ligger i kantonen Avranches som tillhör arrondissementet Avranches. År 2022 hade La Godefroy 295 invånare.

## Befolkningsutveckling
Antalet invånare i kommunen La Godefroy
| Referens: INSEE |